# Hannah Claus
Hannah Claus (née le 7 février 1969) est une artiste visuelle multidisciplinaire d'ascendance anglaise et kanien'kehá:ka (Mohawk) et est membre de la Première Nation Mohawk de la baie de Quinte.

## Biographie
Hannah Claus est née le 7 février 1969 à Fredericton, Nouveau-Brunswick, et a passé son enfance à Saint John, Nouveau-Brunswick. Son grand-père est d'origine mohawk,. Elle a eu son premier enfant en 2005 et son deuxième enfant en 2009.
Hannah Claus obtient un diplôme de l'Ontario College of Art and Design à Toronto en 1997 et une maîtrise en beaux-arts en studio à l'Université Concordia à Montréal en 2004.
Elle est vice-présidente de l'Aboriginal Curatorial Collective Board, une organisation à but non lucratif dirigée par des autochtones qui soutient et met en relation des artistes, des conservateurs et des écrivains. Elle fait également partie du comité organisateur du Conseil des arts de Montréal. Claus enseigne l'art autochtone contemporain à l'Université Concordia et enseignait à l'Université McGill ainsi qu'à l'Institution Kiuna,.
Elle est une des cofondatrices du premier centre d'artiste autochtone au Québec, le Centre d'art daphne. Le centre est cofondé avec les artistes Skawennati, Caroline Monnet et Nadia Myre.
Les installations de Claus créent des environnements sensoriels qui évoquent le temps, le lieu et les éléments. Son œuvre explore la complexité de thèmes tels que la communauté, l'identité, la modernisation et les relations.

## Expositions
Solo :
- 2020 : « Trade-treaty-territory », Dunlop Sherwood Gallery, Regina, Saskatchewan, Canada[9].
- 2019 : 
  - « There's a reason for our connection », Musée McCord, Montréal, QC, Canada[10].
  - « Spatial codifications », YYZ, Toronto, ON, Canada[11].
- 2018 : « Earth. sea. sky. constellations for my relations », MAI (Montreal Arts Interculturels), Montréal, QC, Canada[12].
- 2017 : « Hochelaga rock », Campus de McGill, Montréal, QC, Canada.
- 2016 : « Akikpautik/kanatso », L’Imagier Art Centre, Gatineau, QC, Canada[13].
- 2015 : « Our minds are one », National Gallery of Canada, Ottawa, ON, Canada.
- 2014 : « Cloudscape », Modern Fuel ARC, ON, Canada.
- 2013 : « Question de temps », Place Ville Marie, Montréal, QC, Canada.

Groupe :
- 2022 : « Cultiver l'humilité », Orange 7°, Sainte-Hyacinthe, QC, Canada[14].
- 2020 : « Àbadakone / Continuous Fire / Feu continuel » National Gallery of Canada, Ottawa, ON, Canada[15].
- 2019 : 
  - « Blurring the Line », Eiteljorg Museum, Indianapolis, IN, United States[16].
  - « De tabac et de foin d’odeur. Là où sont nos rêves », Musée d'art de Joliette, Joliette, QC, Canada, commissaire Guy Sioui Durand[17].
  - « Inaabiwin », Ottawa Art Gallery, Ottawa, ON, Canada.
  - « Voices of the World », Musée des beaux-arts de Montréal, Montréal, QC, Canada.
  - « AYEMIYEDAN NISIN (Dialogue 3) », Rouyn-Noranda Exhibition Center, Rouyn-Noranda, QC, Canada[18].
  - « Undomesticated », Koffler Centre of the Arts, Toronto, ON, Canada[19].
  - « Red Embers », Allan Gardens Conservatory, Toronto, ON, Canada[20].
  - « In/visible: Body as Reflective Site », Visual Arts Centre at the McClure Gallery, Montréal, QC, Canada.
  - « Si petits entre les étoiles, si grands contre le ciel », Manif d'art 9 - La biennale de Québec, Québec, QC, Canada[21].
- 2017 : « Territoire (Land) », Louise-et-Reuben-Cohen Art Gallery, Moncton, NB, Canada.
- 2015 : « Reading the Talk », Robert McLaughlin Gallery, Oshawa, ON, Canada.
- 2014 : « Sentier art3 », Belle Rivière Park, Mirabel, QC, Canada.
- 2012 : « Des choses suspendues », Diagonale, Maison de la culture Côte-des-Neiges, Montréal, QC, Canada, commissaire François Chalifour[22].

## Collections
- Musée des beaux-arts de Montréal[23]
- Musée d'art contemporain de Montréal[24]
- Musée des beaux-arts du Canada[25]
- Musée des beaux-arts de Winnipeg[26]